# Onikszty
Onikszty (lit. Anykščiai wymowaⓘ) – miasto w północnej Litwie (100 km od Wilna), nad rzeką Świętą. 9 tys. mieszkańców (2017) – zdecydowaną większość stanowią Litwini.

## Historia

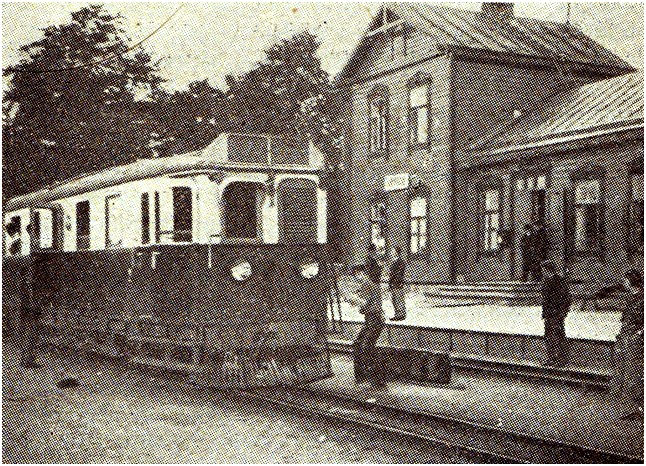
Stacja kolejowa w 1938 roku

Pierwsza wzmianka o mieście pochodzi z 1442 r. W XVI w. w mieście dwór zbudował Mikołaj Radziwiłł. Największy rozwój Onikszty przeżywały w pierwszej połowie XIX w. – wybudowano kościół i dwie synagogi. Z 1873 pochodzi natomiast cerkiew prawosławna św. Aleksandra Newskiego.
Niedaleko miasteczka toczono walki podczas powstania listopadowego i styczniowego, a w samej miejscowości działała wytwórnia powstańczej broni. W 1902 powstała elektrownia wodna. W 1908 przebudowano miejscowy kościół (wybudowany w XVIII w.) pw. św. Mateusza na styl neogotycki. Świątynia ta jest najwyższym kościołem na Litwie – sięga 79 m. W trakcie II wojny światowej Niemcy zabili w Oniksztach ok. 1,5 tys. mieszkańców, głównie Żydów.
Pod Oniksztami znajduje się też jedyne na Litwie Muzeum Konia (Arklio muziejus).

## Osoby związane z Oniksztami
Z Onikszt pochodził Józef Abelewicz – polski duchowny rzymskokatolicki, pedagog, oraz Antanas Baranauskas – litewski poeta, biskup sejneński w latach 1897–1902.

## Współpraca zagraniczna
Castelforte  Włochy
Catonsville  Stany Zjednoczone
Heek  Niemcy
Madona  Łotwa
Nepomuk  Czechy
Gmina Ödeshögs  Szwecja
Olaine  Łotwa
Gmina Os  Norwegia
Sejny  Polska